# Le Quatuor

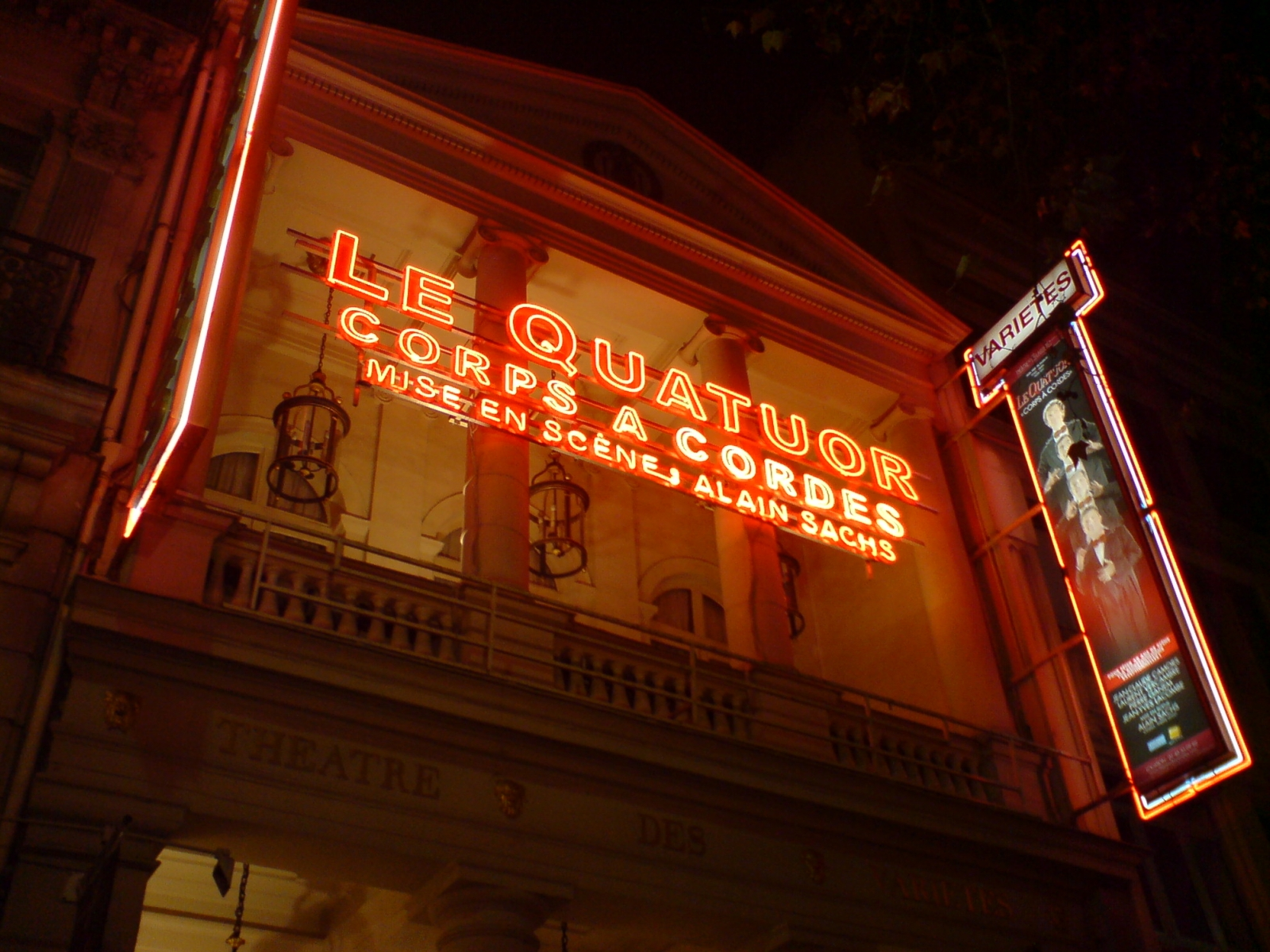
Biển báo neon cho hành động "Corps à cordes" của Le Quatuor ở Paris, 2009.

Le Quatuor ('the Quartet' trong tiếng Pháp) là một nhóm các nhạc sĩ và diễn viên sân khấu người Pháp nổi tiếng với các vở hài kịch âm nhạc của họ.
Nhóm tứ tấu đã tồn tại khoảng 30 năm (tính đến năm 2011), và bao gồm Jean-Claude Camors (violin), Laurent Vercambre (violin), Pierre Ganem (viola) và Jean-Yves Lacombe (cello). Chương trình sân khấu gần đây nhất của họ tính đến năm 2011 là "Corps à Cordes".